# Münchweiler Bach
Der Münchweiler Bach ist ein etwa einen Kilometer langer linker Nebenfluss der Alsenz auf dem Gebiet der Gemeinde Münchweiler an der Alsenz im Donnersbergkreis in Rheinland-Pfalz.

## Geographie

### Verlauf
Der Münchweiler Bach entspringt gut einen halben Kilometer westlich des Münchweiler Wohnplatzes Ziegelhütte in einem Wäldchen und fließt zunächst in Richtung Nordost und dabei unter der B 48 hindurch. Anfangs ist er beständig von einer Baum- und Strauchgalerie begleitet, die sich nach der Bundesstraße ausdünnt. Nach etwa 800 Metern erreicht er den Ortsrand von Münchweiler. Im Dorf fließt er in einer Rechtskurve und überwiegend in einem Kanal, der in der Nähe der Ortsmitte in die Alsenz mündet.

### Einzugsgebiet
Das 1,0 km² große Einzugsgebiet liegt im Grenzbereich der Naturräume Pfälzerwald sowie Saar-Nahe-Bergland und hat Anteil an deren beider Unterräume Haardt sowie Glan-Alsenz-Berg- und Hügelland (anderer Name: Nordpfälzer Bergland). Es erstreckt sich vom Heuberg (371,7 m ü. NHN) südöstlich von Lohnsfeld ostnordöstlich auskeilend etwa über 1,9 km bis zur Mündung in der Ortsmitte Münchweilers; der Bachlauf setzt also erst recht weit unten und vor der hochebenenflankierten Talmulde des Obertals ein. Westlich hinter dem Heuberg grenzt das Einzugsgebiet des nahen Lohnsbachs an, eines bedeutenderen nordwärts fließenden linken Zuflusses der Alsenz etwas weiter unten am Lauf. Jenseits der nordwestlichen Wasserscheide fließt kein erwähnenswerter Wasserlauf mehr zu Lohnsbach oder Alsenz. Der nächste Konkurrent im Süden entsteht mit seinem nächsten Ast im Lattenwald und durchläuft das Neuwoog ostwärts zur Alsenz hin etwas weiter oben an deren Lauf.
Um die Obertalmulde herum steht etwas Wald, sonst ist das Gebiet bis auf die Gehölzreihe am Lauf und einige andere an den Hängen offen und umfasst im oberen Teil eher Wiesen, talwärts gegen die Alsenz zu eher Äcker. Auf dem Heuberg gibt es eine sporadische Bebauung, der erste und einzige Ort am Lauf ist der Mündungsort Münchweiler.

### LANDIS
Amtliche Topographische Karte mit passendem Ausschnitt und den hier benutzten Layern: Lauf und Einzugsgebiet des Münchweiler Bachs

Allgemeiner Einstieg ohne Voreinstellungen und Layer: Kartendienst des Landschaftsinformationssystems der Naturschutzverwaltung Rheinland-Pfalz (LANIS-Karte) (Hinweise)
1. 1 2  Höhe nach dem Höhenlinienbild.
2. ↑  Verlauf nach Kartenbild, Bewuchs nach den zuschaltbaren Luftbildern.
3. ↑  Höhe nach schwarzer Beschriftung.

### WW
Amtliche Gewässerkarte mit passendem Ausschnitt: Lauf des Münchweiler Bachs, als „Münchweiler Bach“ eingetragen.

Allgemeiner Einstieg: GeoExplorer der Wasserwirtschaftsverwaltung Rheinland-Pfalz (Hinweise)
1. ↑  Länge per Datenbankabfrage durch Klick auf den Gewässerlauf.
2. ↑  Einzugsgebiet per Datenbankabfrage durch Klick auf den Gewässerlauf.

### Sonstige
1. ↑  Harald Uhlig: Geographische Landesaufnahme: Die naturräumlichen Einheiten auf Blatt 150 Mainz. Bundesanstalt für Landeskunde, Bad Godesberg 1964. → Online-Karte (PDF; 4,7 MB)